# Nacionalno prvenstvo ZDA 1955
Nacionalno prvenstvo ZDA 1955 v tenisu.

## Moški posamično
Tony Trabert :  Ken Rosewall  9-7 6-3 6-3

## Ženske posamično
Doris Hart :  Patricia Ward Hales  6-4, 6-2

## Moške dvojice
Kosei Kamo /  Acuši Mijagi :  Gerald Moss /  Bill Quillian 6–3, 6–3, 3–6, 1–6, 6–4

## Ženske dvojice
Louise Brough /  Margaret Osborne :  Shirley Fry /  Doris Hart 6–3, 1–6, 6–3

## Mešane dvojice
Doris Hart /  Vic Seixas :  Shirley Fry /  Gardnar Mulloy 7–5, 5–7, 6–2